# Шумаково
Шумако́во (рос. Шумаково) — селище у складі Сєверного району Оренбурзької області, Росія.

## Населення
Населення — 1 особа (2010; 8 у 2002).
Національний склад (станом на 2002 рік):
- мордва — 100 %